# NGC 2294
NGC 2294 là một thiên hà hình elip trong chòm sao Song Tử, được phát hiện bởi George Johnstone Stoney vào ngày 22 tháng 2 năm 1849. Cấp sao biểu kiến là 14 và kích thước biểu kiến là 0,8 x 0,4 phút.